# Harmonização tributária
A harmonização tributária é geralmente entendida como um processo de ajuste dos sistemas tributários de diferentes jurisdições na busca de um objetivo político comum. A harmonização tributária envolve a remoção de distorções tributárias que afetam os movimentos de commodities e fatores, a fim de promover uma alocação de recursos mais eficiente dentro de um mercado integrado. A harmonização tributária pode servir a objetivos alternativos, como equidade ou estabilização. Ela também pode ser incluída, juntamente com a harmonização dos gastos públicos, no conceito mais amplo de harmonização fiscal. Em sentido estrito, a harmonização tributária orientada por esse objetivo político implica — sob pressupostos simplificados sobre outros instrumentos políticos e estrutura econômica — a convergência para uma carga tributária efetiva mais uniforme sobre commodities ou fatores de produção. A convergência pode ser alcançada através do alinhamento de um ou vários elementos que entram na determinação das taxas de imposto efetivas: a taxa de imposto legal e a base tributária, e as práticas de aplicação. Talvez o argumento mais amplamente aceito para a harmonização envolva a convergência na definição do valor do produto ou do rendimento para efeitos fiscais. Essa harmonização da base tributária contribuiria para a transparência na tomada de decisões econômicas e, portanto, para uma maior eficiência na alocação de recursos. Em particular, uma base tributária comum para empresas multinacionais que operam em diferentes jurisdições seria fundamental não apenas para aumentar a eficiência, mas também para evitar sobreposições ou lacunas nas reivindicações fiscais de diferentes países. A harmonização tributária é uma parte importante do processo de integração fiscal. A integração fiscal é o processo pelo qual um grupo de países concorda em tomar medidas que levem a um nível mais alto de convergência fiscal, tendo como objetivo final a formação de uma união fiscal. A harmonização tributária não leva automaticamente à formação de uma união fiscal, pois a segunda parte envolve um projeto de escala muito maior que inclui transferências fiscais, uma legislação totalmente harmonizada e talvez algumas instituições de supervisão, além de um acordo de longo prazo. Partindo da definição dada ao processo de integração fiscal, podemos facilmente afirmar que a harmonização tributária é o processo pelo qual um grupo heterogêneo de países, estados federais ou mesmo governos locais concordam em estabelecer um nível mínimo e máximo para suas alíquotas tributárias, incluindo também um maior grau de harmonização da legislação tributária, a fim de atrair investidores estrangeiros e incentivar o desenvolvimento e os investimentos locais.

## Harmonização tributária vs. concorrência tributária
Existe um compromisso entre a harmonização tributária e a concorrência tributária. O controle das alíquotas tributárias não apenas estabiliza as receitas tributárias, mas também é, às vezes, necessário para avançar na integração econômica e política. Por outro lado, a desregulamentação das alíquotas tributárias mantém a autonomia dos países membros em questões tributárias para seus próprios objetivos de política econômica e social de curto prazo. Além disso, ela atenua as distorções políticas.

## Vantagens da harmonização tributária
Como as regiões harmonizaram as alíquotas tributárias, elas não competem pelo capital reduzindo as alíquotas. Isso evita que todas as regiões reduzam suas alíquotas para garantir que seu país seja o mais atraente do ponto de vista dos custos tributários. No entanto, essa batalha tem seu preço, pois a redução das alíquotas traz consigo uma redução nas receitas tributárias.
- Não leva à corrida para o fundo do poço
- Menos custos em relação às receitas públicas com alíquotas de imposto são definidas em comum e não prejudicam nem favorecem apenas uma região
- A harmonização da legislação implicará menos custos para as empresas multinacionais
- Permite a utilização de transferências fiscais entre regiões, reduzindo os custos de financiamento nos mercados de capitais ou junto de credores privados ou internacionais

## Desvantagens da harmonização fiscal
- Implica cooperação entre diferentes regiões, o que nem sempre é possível, dado que os políticos e o público em geral são céticos em relação à integração fiscal
- É necessária uma instituição de coordenação e vigilância, o que acarreta custos adicionais
- Precisa resolver o problema do déficit democrático
- Dado que em algumas regiões as alíquotas de imposto irão aumentar, a evasão fiscal pode se espalhar
- Acaba com a concorrência fiscal que ajuda os países pequenos a atrair empresas multinacionais

## Harmonização fiscal na União Europeia
Na União Europeia, a política de harmonização fiscal não é regular no domínio da tributação, mas, para que o mercado único funcione bem, é fundamental alterar as políticas fiscais nacionais. Através das ações das instituições europeias (coordenação das políticas fiscais, harmonização das legislações fiscais, etc.) ou da ação do Tribunal de Justiça Europeu (proibição de certas regras fiscais nacionais que violam as regras da União Europeia), é possível alcançar a harmonização fiscal.

### Imposto sobre valor agregado
O imposto sobre valor agregado (IVA) faz parte do acervo comunitário, e duas diretivas (1977 e 2006) codificam rigorosamente o regime do IVA nos Estados-Membros da União Europeia, com uma taxa normal mínima de 15% e uma lista restrita de taxas reduzidas. Os impostos sobre consumo específico também estão sujeitos a alíquotas mínimas, com base nos artigos 191.º e 192.º do Tratado sobre o Funcionamento da União Europeia (TFUE). Esta base do tratado permite ao Conselho e ao Parlamento tomar decisões, incluindo em matéria de impostos, para proteger a saúde humana, salvaguardar o ambiente e promover uma "utilização racional dos recursos naturais".

### Imposto sobre ganhos de capital
Em 1990, a diretiva relativa às sociedades-mãe e filiais abordou a questão da bitributação dos lucros repatriados por uma empresa-mãe das suas filiais. Os Estados-Membros são convidados a isentar os lucros repatriados ou a deduzir os impostos já pagos pelas filiais da conta fiscal da empresa-mãe (sistema de crédito parcial). O objetivo era evitar a discriminação das subsidiárias estrangeiras (tributadas duas vezes) em relação às empresas que atuam apenas em um pais (tributadas apenas uma vez). Em 2003, a diretiva relativa aos juros e royalties reduziu ainda mais a incidência da bitributação, abolindo os impostos retidos na fonte sobre os pagamentos transfronteiriços de juros e royalties dentro da União Europeia.